# Potencial hídrico
El potencial hídrico hace referencia a la energía potencial del agua, o sea, la energía libre que poseen las moléculas de agua para realizar trabajo. Cuantifica la tendencia del agua de fluir desde un área hacia otra debido a ósmosis, gravedad, presión mecánica, o efectos mátricos como la tensión superficial. Es un concepto generalmente utilizado en fisiología vegetal que permite explicar la circulación del agua en las plantas; como así también en los animales y el suelo. Se representa comúnmente con la letra griega {\displaystyle \Psi } (Psi).
El potencial hídrico está constituido por varios potenciales que influyen sobre el movimiento del agua, que pueden actuar en las mismas o diferentes direcciones. Dentro de complejos sistemas biológicos, éstos factores de potencial juegan un rol de importancia. Por ejemplo, la adición de solutos al agua disminuye su potencial hídrico, haciéndolo más negativo, como también un incremento en la presión aumenta su potencial, haciéndolo más positivo. Si es posible, el agua fluirá desde un área de alto potencial hídrico hacia un lugar con potencial menor. Un ejemplo muy común es el agua que contiene sal disuelta, como el agua de mar o la solución dentro de células vivas. Estas soluciones generalmente tienen potenciales hídricos negativos, en relación con el agua pura de referencia (con potencial igual a cero). Si no hay ninguna restricción en el movimiento, las moléculas de agua fluirán desde el agua pura hacia el menor potencial hídrico de la solución. Este flujo continúa hasta que la diferencia en el potencial soluto se equilibre con otra fuerza, como puede ser, el potencial presión.

## Concepto
El potencial hídrico se deriva del potencial químico del agua (μw) de manera que:
Ψ = (μw - μw0) / Vw (Pa),
siendo μw el potencial químico del agua, μw0 el potencial químico del agua en condiciones estándar y Vw el volumen molar del agua.
Frecuentemente se utiliza el megapascal (MPa) como unidad del Ψ en lugar del pascal (Pa).  

El potencial químico del agua (μw) es la contribución, en julios por mol, a la energía libre total del sistema.
μw = Gw / nw (J/mol),
donde Gw es la energía libre del agua y nw los moles de agua.

## Componentes
Hay varios factores que pueden incidir sobre el potencial agua total, y la suma de estos potenciales determina el potencial agua y la dirección del flujo de agua:
{\displaystyle \Psi =\Psi _{0}+\Psi _{\pi }+\Psi _{p}+\Psi _{s}+\Psi _{v}+\Psi _{m}}
donde:
- {\displaystyle \Psi _{0}} es la corrección de referencia,
- {\displaystyle \Psi _{\pi }} es el potencial soluto,
- {\displaystyle \Psi _{p}} es el componente presión,
- {\displaystyle \Psi _{s}} es el componente gravitacional,
- {\displaystyle \Psi _{v}} es el potencial en relación con la humedad, y
- {\displaystyle \Psi _{m}} es el potencial según las fuerzas mátricas, causada por la adhesión o atracción del agua por los sólidos del suelo (matriz). Tres fuerzas afectan el nivel energía del agua del suelo, cohesión del fluido, capilaridad y tensión superficial.

### Potencial presión
El potencial presión está basado en la presión mecánica, y es un componente muy importante del potencial hídrico total de una célula vegetal. El potencial presión aumenta cuando el agua ingresa a la célula. A medida que se produce el ingreso de agua a través de la pared celular y la membrana citoplasmática, aumenta el total de agua presente dentro de la célula, la cual ejerce una presión hacia afuera que está contenida por la rigidez estructural de la pared celular. Ejerciendo esta presión, la planta puede mantener su turgencia, y por lo tanto, la rigidez de la planta. Sin la turgencia, la planta pierde su estructura y se marchita.
El potencial presión de una célula vegetal viva es generalmente positiva. En células plasmolizadas, el potencial presión es prácticamente cero. Potenciales de presión negativos pueden ocurrir cuando el agua se halla bajo la influencia de una tensión, como se da en los vasos del xilema.

### Potencial de solutos
El agua pura, por convención, tiene potencial osmótico ({\displaystyle \Psi _{\pi }}) cero, por lo tanto, un potencial soluto nunca puede ser positivo. La relación entre la concentración de soluto (en molaridad) el potencial soluto se da por la ecuación de van't Hoff:
{\displaystyle \Psi _{\pi }=-MiRT}
donde{\displaystyle M} es la concentración en molaridad del soluto, {\displaystyle i} es el factor de van't Hoff, la relación entre la cantidad de partículas en solución y la cantidad de unidades de fórmula disueltas, {\displaystyle R} es la constante de los gases ideales, y {\displaystyle T} es la temperatura absoluta.
Por ejemplo, cuando un soluto se disuelve en agua, las moléculas de agua tienden a difundir hacia fuera a través de ósmosis, que cuando no se agrega ningún soluto. Una solución por lo tanto tendrá un potencial hídrico más bajo y por lo tanto más negativo que la del agua pura. A mayor cantidad de moléculas de soluto presentes, más negativo es el potencial soluto.
El potencial osmótico tiene una implicación muy importante para muchos organismos vivos. Si una célula viva con un potencial soluto se encuentra en medio de una solución más concentrada, la célula tenderá a perder agua hacia el potencial hídrico más negativo ({\displaystyle \Psi _{w}}) del ambiente que la rodea. Este caso se da generalmente en organismos marinos que viven debajo del agua de mar y plantas halófitas que crecen en suelos salinos. En el caso de una célula vegetal, el flujo de agua hacia fuera de la misma ocasionará que la membrana citoplasmática se separe de la pared celular, lo cual resulta en plasmólisis. Esto se puede medir en plantas utilizando bombas de presión. Sin embargo, la mayoría de las plantas tienen la habilidad de aumentar el potencial soluto de sus células para promover el flujo de agua hacia dentro de las mismas, y así mantener la turgencia.
Este efecto puede ser utilizado como fuente de energía para la denominada energía azul solar.

### Potencial mátrico o potencial matricial
Cuando el agua entra en contacto con partículas sólidas (como por ejemplo partículas de arcilla o arena del suelo), las fuerzas intermoleculares de adhesión entre el agua y el sólido pueden ser grandes e importantes. Estas fuerzas en combinación con la atracción entre moléculas de agua puede generar una tensión superficial y la formación de micelas dentro de la matriz del sólido. Se requiere una fuerza para romper estas micelas. La magnitud del potencial mátrico depende de las distancias entre las partículas sólidas, el ancho de las micelas (véase también capilaridad) y la composición química de la matriz sólida. En muchos casos, el potencial mátrico puede ser bastante grande y comparable a otros componentes del potencial hídrico.
Los potenciales mátricos son muy importantes para la economía del agua de una planta. Potenciales mátricos fuertes (muy negativos) unen al agua con las partículas del suelo en suelos muy secos. Los vegetales forman potenciales mátricos incluso más negativos en los pequeños poros de las paredes celulares de las células de las hojas para extraer agua del suelo y permitir que la actividad fisiológica continúe en periodos de sequía. Las semillas en germinación tienen un potencial mátrico muy negativo, esto hace que el agua se absorba incluso en suelos secos, hidratando la semilla. El arbusto de la creosota puede tolerar estrés hídricos extremos, sobreviviendo incluso hasta -120 bares de potencial hídrico.

## Métodos de medición del potencial hídrico
- Se puede realizar mediante métodos volumétricos o gravimétricos: normalmente con tiras finas de patata, se observa el cambio en su peso o volumen.
- Método de Chardakov: se basa en el cambio de densidad de una solución a la cual se expone el tejido vegetal en estudio. (¿aumenta o disminuye la densidad de la solución problema donde sumergimos el tejido vegetal?)
- Método de medición mediante bomba de Scholander.